# Кононенко Віталій Григорович
Віта́лій Григо́рович Кононе́нко (нар. 30 травня 1941, Любар) — генеральний директор ПАТ Автотранспортне підприємство — 2240 (Київ), почесний автотранспортник України.

## Життєпис
Любов до автомобілів прищепив Віталію батько Григорій Карпович — автомобіліст з 1930-х років, шофер-професіонал, інженер та громадський діяч. Мама, Тіна Юхимівна, також працювала шофером.
Трудову діяльність розпочав учнем автоелектрика 1954 року — ще коли навчався у середній школі. Закінчив Київський автомобільно-дорожній інститут за спеціальністю «автомобільний транспорт». Працював майстром, інженером, начальником автоколони, начальником відділу, згодом — головним інженером Київського автотранспортного підприємства 09123. 1966 року призваний для проходження строкової служби в лавах РА, протягом 1969—1971 років був у відрядженні по спорудженню автомобільних доріг в Афганістані. Після повернення працював заступником головного інженера «Укроргавтотранс», повертається до АП-09123 на посаду головного інженера. В 1976—1978 роках перебував у черговому відрядженні на острові Куба як головний інженер підприємства Національних автобусів Міністерства транспорту Куби. Повернувшись, працює головним інженером АП-09101, начальником Київського міжобласного автотранспортного підприємства магістральних сполучень 12861. Згодом — головний інженер АП-33033, заступник генерального директора інституту «ДержавтотрансНДІпроект», головний інженер Київського міського об'єднання автомобільного транспорту.
Брав участь у ліквідації наслідків аварії на Чорнобильській АЕС — коли виконував завдання щодо евакуації мешканців зони, очолив найбільшу автобусну колону, створену на базі АП-09126. Неодноразово виїжджав до Чорнобильської зони для створення тимчасового автобусного підприємства (для перевезень у цій зоні), брав участь в дезактивації забруднених автобусів — для цього було створено спеціальні пости із запровадження на них спеціальної технології дезактивації.
Протягом 1997—2002 років — начальник управління ЗАТ «Український промислово-інвестиційний концерн», директор філії «Транспортно-експедиційного підприємства» концерну.
Вніс 112 раціоналізаторських пропозицій, є співавтором трьох винаходів.
Від 2012 року очолює підприємство ТОВ «Сатурн-Транс».
Його син — Ігор Кононенко, народний депутат України.